# De Westen
De Westen is een buurtschap in de gemeente Texel in de provincie Noord-Holland.
De Westen ligt net ten noorden van het dorp Den Hoorn. De buurtschap was ooit een dorp en was het eerste en eeuwenlang het grootste dorp op het waddeneiland.
Rond het begin van onze jaartelling ontstond aan de zuidelijke oever van de Inham van Ente een buurschap, deze heette toen Wambays. Wambays komt van de Friese persoonsnaam Wambo, waarschijnlijk een van de ooit belangrijke buurtheren naar wie in die tijd de buurschap genoemd werd, de periode toen net de buurschap opkwam. Daarna is de naam verbasterd naar Wambinghe en werd het langzaamaan een dorp. In het dorp werd rond 720 al de eerste christenkerk gesticht. Tot ongeveer 1200 was het dorp een bloeiende kern, en was tevens de belangrijkste kern van het eiland. Daarna bleef de groei van het dorp een beetje hangen.
Na 1300 werd de naam Wambense. Het belang van Wambense bleek nog wel uit het aantal schepenen dat het dorp mocht leveren nadat Texel in 1415 stadsrechten kreeg. Van de in totaal 13 schepenen kwamen er 3 uit Wambense, 4 uit Den Burg en 6 uit de overige dorpen. De Westen was toen dus nog het tweede dorp van Texel. Het dorp werd toen ook al wel "Westeynde" later zo rond 1500 werd dat ook weer verbasterd naar De Westen. In 1556, bij een herverdeling van het aantal schepenen, mocht het dorp van de 7 schepenen er nog maar 1 leveren. Dit wordt gezien als duidelijk bewijs van de toen al in gang gezette achteruitgang van belang.
Rond 1650 was van een dorp geen sprake meer. De vissers waren naar Den Hoorn en De Koog vertrokken. De buurtschap De Westen ontstond zo. In 1742 stonden er nog elf huizen in de kern van het voormalige dorp, het meest bewoond door boeren. Van Cuyck, die De Westen rond 1780 bezocht, schreef dat de buurtschap toen geheel in verval was. Tegenwoordig is de buurtschap verspreid over het gebied tussen Den Burg en de duinen.
Dorpen en gehuchten: 't Horntje · De Cocksdorp · De Koog · De Waal · Den Burg · Den Hoorn · Oosterend · Oudeschild

Buurtschappen: Bargen · Burger Nieuwland · De Kuil · De Naal ·  De Nes · De Westen · Dijkmanshuizen · Driehuizen · Harkebuurt · Het Noorden · Midden-Eierland · Molenbuurt · Nieuweschild · Noord Haffel · Noorderbuurt · Ongeren · Oost · Spang · Spijkdorp · Tienhoven · Westergeest · Westermient · Zevenhuizen · Zuid-Eierland · Zuid Haffel

Noord-Holland: Steden en dorpen in Noord-Holland      Nederland: Provincies · Gemeenten